# Bão qua làng
Bão qua làng là một bộ phim truyền hình được thực hiện bởi Trung tâm Phim truyền hình Việt Nam, Đài Truyền hình Việt Nam do  NSƯT Trần Quốc Trọng và Lê Mạnh làm đạo diễn, Xuân Trường và Khánh Trình viết kịch bản. Phim phát sóng vào lúc 20h30 thứ 5, thứ 6 hàng tuần bắt đầu từ ngày 24 tháng 7 năm 2014 và kết thúc vào ngày 4 tháng 12 năm 2014 trên kênh VTV1.

## Nội dung
Bão qua làng thể hiện đề tài nông thôn đổi mới gắn liền với những sự kiện mang tính thời sự, bắt đầu từ việc trang trại trồng hoa màu và chăn nuôi gia cầm của vợ chồng Lận (NSƯT Công Lý) – Đận (Thanh Nhàn) ở làng Đợi đột ngột có nguy cơ bị thu hồi, cũng như không khí của cuộc bầu cử Trưởng thôn mới đang đến gần...

## Diễn viên
- NSƯT Quốc Khánh trong vai Lộc[9]
- NSƯT Trần Hạnh trong vai Lợi
- NSƯT Công Lý trong vai Lận[9]
- Quang Thắng trong vai Lượng[9]
- NSƯT Hán Văn Tình trong vai Sở
- Phú Đôn trong vai Tường
- Thanh Nhàn trong vai Đận
- Tuyết Liên trong vai Mão
- Toàn Shinoda trong vai Hến[10]
- Đình Chiến trong vai Khuất[10]
- Hồ Liên trong vai Mắn
- NSƯT Duy Thanh trong vai Tùng
- NSƯT Thùy Liên trong vai Sinh
- NSƯT Thu Hiền trong vai Bích
- NSƯT Tiến Mộc trong vai Bân
- Thu Hà trong vai Hoa
- Quỳnh Trang trong vai Phương
- Vĩnh Xương trong vai Chiến
- Thanh Tú trong vai Vân
- Tạ Am trong vai Trưởng họ Đỗ
- Mậu Hòa trong vai Bí Thư

Cùng các vai diễn khác...

## Ca khúc trong phim
Bài hát trong phim là ca khúc "Nét quê" do Trần Quang Duy sáng tác và Thụy Miên thể hiện.

## Sản xuất
Đây là bộ phim đầu tay mà đạo diễn Lê Mạnh chỉ đạo diễn xuất. Bão qua làng cũng là bộ phim đầu tiên có sự kết hợp của nhạc sĩ Trần Quang Duy. Đạo diễn Lê Mạnh cho biết ông "đặc biệt thích phần nhạc dạo của phim".
Trong quá trình làm phim, diễn viên Công Lý bị cảm lạnh khi đoàn phim quay trong thời tiết khắc nghiệt của mùa đông miền Bắc Việt Nam năm 2013. Ông cho biết mình "tưởng đã toi vì cảm lạnh mà trời thương nên vẫn cho sống qua cái phen lận đận ấy". Có thời điểm nhiệt độ xuống dưới 10 độ nhưng vì bối cảnh phim nên các diễn viên vẫn phải mặc quần áo mùa hè tham gia diễn xuất.
Đây là bộ phim cuối cùng của NSND Trần Hạnh trước khi qua đời. 

### Bê bối
Bộ phim do Xuân Trường và Khánh Trình viết kịch bản. Tuy nhiên, phim đã bị biên kịch Nguyễn Văn Vỹ tố là đã “đạo” ý tưởng kịch bản. Cụ thể, vào ngày 10 tháng 6 năm 2008, ông Vỹ gửi đến Phòng Nội dung 1, Trung tâm Sản xuất phim truyền hình Việt Nam (VFC) một bộ hồ sơ bao gồm: Ý tưởng, tóm tắt truyện phim, đặc điểm tính cách nhân vật, tóm tắt mỗi tập phim và cuối cùng là kịch bản chính thức bộ phim “Xóm trưởng” do ông viết. Sau đó phóng viên liên hệ với biên kịch Xuân Trường, người đứng tên tác giả kịch bản Bão qua làng nhưng ông từ chối và để cho đạo diễn Đỗ Thanh Hải phát ngôn, Giám đốc VFC. Trước đó, Xuân Trường viết thư cho tác giả Xóm trưởng, khẳng định khi viết Bão qua làng, anh chưa về VFC mà làm theo đặt hàng của biên tập Đặng Diệu Hương. Bà Đặng Diệu Hương cho biết vào năm 2008, ông Vỹ gửi kịch bản cho nhà văn Thùy Linh, rồi nhà văn Phạm Ngọc Tiến thẩm định. Trong khi thực tế, đơn vị làm phim “Bão qua làng” hoàn toàn là người mới, không biết đến kịch bản “Xóm trưởng”, kể cả giám đốc Đỗ Thanh Hải.

## Đón nhận
Báo Tuổi trẻ nhận xét bộ phim Bão qua làng cuốn hút từ những điều bình dị. Tờ báo này cũng cho biết "bộ phim thu hút một số lượng khán giả đáng kể, trên các diễn đàn mạng, có nhiều lời khen ngợi dành cho bộ phim". Bão qua làng tuy đề tài cũ nhưng các nhà làm phim đã tạo ra một cách nhìn mới về những vấn đề thực sự bức xúc hiện nay đối với hàng triệu nông dân đang sống ở nông thôn. Tạp chí Sức khỏe và Đời sống cho biết bộ phim dù chỉ xoay quanh những chuyện xảy ra ở một làng quê cụ thể nhưng vẫn có sự thành công về mặt nội dung.

## Giải thưởng
| Năm  | Giải thưởng  | Hạng mục                  | Kết quả | Tham khảo |
| ---- | ------------ | ------------------------- | ------- | --------- |
| 2015 | Ấn tượng VTV | Phim truyền hình ấn tượng | Đề cử   | [ 15 ]    |